# کنترل الکترونیکی آفات
کنترل الکترونیکی آفات نامی است که به هر یک از انواع مختلف دستگاه‌های الکتریکی که برای دفع یا از بین بردن آفات، معمولاً جوندگان یا حشرات، طراحی شده‌اند، داده می‌شود. از آنجایی که این دستگاه‌ها تحت قانون فدرال حشره‌کش، قارچ‌کش و جونده‌کش در ایالات متحده تنظیم نشده‌اند، آژانس حفاظت محیط زیست ایالات متحده آمریکا همان نوع آزمایش اثربخشی را که برای آفت‌کش‌های شیمیایی انجام می‌دهد، الزامی نمی‌داند.

## انواع دستگاه‌ها

### اولتراسونیک
دستگاه‌های اولتراسونیک از طریق انتشار امواج صوتی با طول موج کوتاه و فرکانس بالا عمل می‌کنند که زیر و بمی آنها برای گوش انسان بسیار بالاست (به‌طور کلی فرکانس‌های بالاتر از ۲۰۰۰۰ پذیرفته شده است). هرتز). انسان‌ها معمولاً قادر به شنیدن صداهای بالاتر از ۲۰ نیستند. کیلوهرتز به دلیل محدودیت‌های فیزیولوژیکی حلزون گوش، اگرچه تفاوت قابل توجهی بین افراد وجود دارد، به خصوص در چنین فرکانس‌های بالایی. برخی از حیوانات، مانند خفاش‌ها، سگ‌ها و جوندگان، می‌توانند در محدوده فراصوت به خوبی بشنوند. برخی حشرات، مانند ملخ و ملخ، می‌توانند فرکانس‌هایی از ۵۰۰۰۰ تا ۵۰۰۰۰ را تشخیص دهند. هرتز تا ۱۰۰۰۰۰ هرتز، و بال‌توری‌سانان و پروانه‌ها می‌توانند امواج فراصوت تا ۲۴۰٬۰۰۰ هرتز را تشخیص دهند. هرتز تولید شده توسط خفاش‌های شکارچی حشرات. برخلاف تصور رایج، پرندگان نمی‌توانند صدای فراصوت را بشنوند. برخی از برنامه‌های گوشی‌های هوشمند تلاش می‌کنند از این فناوری برای تولید صداهای فرکانس بالا برای دفع پشه‌ها و سایر حشرات استفاده کنند، اما ادعاهای اثربخشی این برنامه‌ها و کنترل فراصوت موجودات آفت به‌طور کلی مورد سؤال قرار گرفته است. دفع‌کنندهٔ اولتراسونیک علاوه بر اثربخشی مشکوکش، عوارض جانبی ناخوشایند متعددی نیز دارد.

### کنترل آفات با امواج رادیویی
مفهوم موج رادیویی (RW) یا فرکانس رادیویی (RF) برای کنترل رفتار موجودات زنده، نویدبخش بوده است. طبق گفته دکتر جومینگ تانگ و شائوجین وانگ در دانشگاه ایالتی واشینگتن (WSU) به همراه همکارانشان در دانشگاه کالیفرنیا-دیویس و سرویس تحقیقات کشاورزی USDA در پارلیر، کالیفرنیا، از آنجایی که انرژی RF از طریق تحریک مولکول‌های آب متصل، گرما تولید می‌کند، از طریق هدایت یونی و تحریک مولکول‌های آب آزاد در حشرات نیز گرما تولید می‌کند. در نتیجه، انرژی حرارتی بیشتری در حشرات تبدیل می‌شود.
تیمارهای RF آفات حشرات را بدون تأثیر منفی بر مواد غذایی و محل‌های نگهداری کنترل می‌کنند. تیمارهای RF می‌توانند به عنوان جایگزین غیرشیمیایی برای سموم تدخینی شیمیایی برای کنترل آفات پس از برداشت در محصولاتی (مانند بادام، گردوی آمریکایی، پسته، عدس، نخود فرنگی و سویا) عمل کنند و تأثیر بلندمدت بر محیط زیست، سلامت انسان و رقابت‌پذیری صنایع کشاورزی را کاهش دهند.

## مطالعات سونوگرافی
در سال ۲۰۰۳، کمیسیون تجارت فدرال، شرکت گلوبال اینسترومنتس، سازنده سری دستگاه‌های کنترل آفات الکترومغناطیسی، را ملزم کرد تا هرگونه ادعایی در مورد اثربخشی آنها را تا زمانی که شواهد علمی معتبری از آنها پشتیبانی نکند، متوقف کند. این ممنوعیت همچنان به قوت خود باقی است.
در سال ۲۰۰۷، گزارشی از کاکرین که توسط گروه بیماری‌های عفونی بررسی شد، مشخص کرد که هیچ مدرکی بر اساس ۱۰ مطالعه میدانی که در آن‌ها دستگاه‌های دفع‌کننده اولتراسونیک مورد آزمایش قرار گرفته بودند، وجود ندارد که نشان دهد این دستگاه‌ها اثر دفع‌کنندگی بر روی پشه‌ها دارند و بنابراین هیچ مدرکی برای حمایت از تبلیغ آن‌ها وجود ندارد. آنها توصیه کردند که به دلیل مطالعات میدانی که هیچ نویدی در تلاش برای مبارزه با مالاریا نشان نمی‌دهند، آزمایش‌های تصادفی کنترل‌شده بیشتر متوقف شود.

### اثرات بر روی حیوانات

#### اثرات روی پشه‌ها
- بارت نولز، حشره‌شناسی که ریاست هیئت مشاوره بنیاد مالاریای هلند را بر عهده دارد و وب‌سایت مالاریا ورلد را ویرایش می‌کند، اظهار می‌کند که «هیچ مدرک علمی» مبنی بر دفع پشه‌ها توسط امواج فراصوت وجود ندارد.[۹]
- در سال ۲۰۰۵، مجله بریتانیایی هالیدی که در حوزه مصرف‌کنندگان فعالیت می‌کند، نتایج آزمایش خود بر روی طیف وسیعی از مواد دفع پشه را گزارش کرد. لورنا کوان، سردبیر این مجله، چهار وسیله برقی که از زنگ استفاده می‌کردند را «اتلاف تکان‌دهنده پول» توصیف کرد که «باید از چرخه فروش حذف شوند». یکی از آنها، لاوباگ، وسیله‌ای به شکل کفشدوزک که برای اتصال به تخت نوزاد یا کالسکه کودک طراحی شده بود، به عنوان یک عامل نگرانی خاص انتخاب شد، زیرا این احتمال وجود داشت که والدین برای دور نگه داشتن پشه‌ها به آن اعتماد کنند و در نتیجه فرزندانشان آسیب ببینند. (لاوباگ هنوز هم در اروپا به راحتی در دسترس است، اگرچه پس از توبیخ تولیدکننده آن، پرنس لیونهارت توسط کمیسیون تجارت فدرال، از بازار ایالات متحده خارج شد)[۹]

#### اثرات بر جوندگان
بر اساس بررسی آزمایش‌های شش محصول تجاری، گزارشی که در سال ۱۹۹۵ در دانشگاه لینکلن، نبراسکا تهیه شد، نتیجه گرفت که همه دستگاه‌ها، هنگامی که در طیف وسیعی از فرکانس‌ها و سطوح دسی‌بل ارزیابی شدند، در دفع جوندگان کافی نبودند. سازمان حفاظت محیط زیست علیه تأمین‌کنندگان این محصولات اقدام قانونی کرد و متعاقباً هیچ‌کدام از آنها در نتیجه جریمه‌های وضع‌شده علیه تولیدکنندگان به بازار عرضه نشدند.

## ایمنی
پروفسور تیم لیتون در مؤسسه تحقیقات صدا و ارتعاش، دانشگاه ساوت‌همپتون، انگلستان مقاله‌ای ۸۳ صفحه‌ای با عنوان "اولتراسوند چیست؟" (۲۰۰۷) منتشر کرد که در آن نگرانی خود را در مورد رشد محصولات تجاری که از اثرات ناراحت‌کننده اولتراسوند در هوا (برای آفاتی که در محدوده فرکانس شنیداری آنها قرار دارد، یا برای انسان‌هایی که در محدوده فرکانس شنیداری آنها نیست، اما می‌توانند اثرات ذهنی ناخوشایندی را تجربه کنند و به‌طور بالقوه، تغییراتی در آستانه شنوایی ایجاد کنند) سوءاستفاده می‌کنند، ابراز کرد. لیتون ادعا می‌کند که محصولات تجاری اغلب با سطوح ذکر شده‌ای تبلیغ می‌شوند که به دلیل فقدان استانداردهای اندازه‌گیری پذیرفته‌شده برای فراصوت در هوا و درک کم از مکانیسمی که ممکن است از طریق آن خطرناک باشند، نمی‌توانند به‌طور انتقادی پذیرفته شوند. با این حال، هنوز تحقیقات کافی برای تأیید یا رد ارتباط بین امواج فراصوت نامفهوم و مشکلات شنوایی در انسان انجام نشده است.
گروه مشاوره مستقل بریتانیا در مورد تشعشعات غیر یونیزه (AGNIR) در سال ۲۰۱۰ گزارشی ۱۸۰ صفحه‌ای در مورد اثرات قرار گرفتن انسان در معرض امواج فراصوت و فروصوت بر سلامت تهیه کرد آژانس حفاظت از سلامت بریتانیا (HPA) گزارش خود را منتشر کرد که در آن حد مجاز قرار گرفتن در معرض سطوح فشار صدای فراصوت (SPL) موجود در هوا برای عموم مردم را ۷۰ توصیه کرده بود. دسی‌بل (در ۲۰ کیلوهرتز) و ۱۰۰ دسی‌بل (در ۲۵ کیلوهرتز و بالاتر).

## برای مطالعهٔ بیشتر
- "News Release". Federal Trade Commission. 2001.
- "Consent Agreement". Federal Trade Commission. July 2003.
- "Press Release Radio Waves May Offer a New, Environmentally Safe Pest Control Method". USDA. 2008. Archived from the original on 2015-02-24.